# Rogue

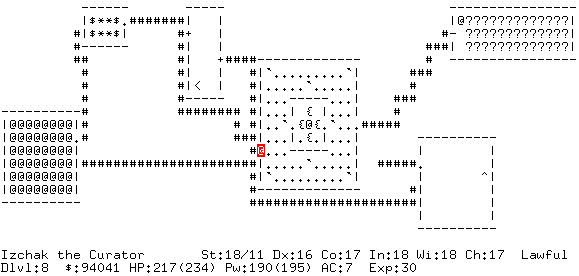
Imagen de NetHack uno de los juegos más famosos derivados del Rogue

Rogue es un videojuego de mazmorras para ordenador creado en 1980. Inspiró toda una clase de juegos derivados denominados colectivamente como roguelikes (lit. parecidos al rogue). Algunos de los juegos más populares de este género son Hack, NetHack, Larn, Moria, ADOM y Angband.

## Descripción
La premisa básica en Rogue es que el jugador asume el puesto de un aventurero típico de los juegos de fantasía como Dungeons & Dragons. El jugador empieza en el nivel superior de una gran mazmorra que se extiende a lo hondo, llena de monstruos y tesoros. El objetivo del juego es conseguir llegar al fondo de la mazmorra, recuperar el Amuleto de Yendor y volver a subir hasta el primer nivel para salir al exterior. Hasta que el amuleto se recupere, el jugador no puede volver a subir por las escaleras que ya bajó. Al contrario que la mayoría de los juegos de aventuras contemporáneos al tiempo de escribirse, la mazmorra y todo lo que contiene es generado al azar. Esto conduce a una partida diferente cada vez que es jugado.
En la versión original, todos los aspectos del juego, incluyendo el protagonista y los monstruos, son representados por letras y símbolos, haciendo el juego apropiado para ejecutarse en un terminal tonto. Adaptaciones derivadas del juego permitieron reemplazar los personajes con plantillas gráficas y añadiendo colores (el original era monocromático), pero el juego permanecía siendo el mismo.
Las teclas de movimiento básico (h, izquierda; j abajo; k, arriba; y l, derecha) son las mismas que las teclas de control de cursor en el editor vi. Otras acciones del juego también se llevaban a cabo con una simple pulsación de tecla: q para beber una poción (del inglés quaff), w para ponerse un arma (de wield), e para comer (eat), etc.

## Autoría
Los autores originales de Rogue fueron Michael Toy, Glenn Wichman y Ken Arnold (conocido por JINI y JavaSpaces). Rogue fue una de las primeras aplicaciones que empleó la librería de control de pantalla curses. Escrita originalmente en Unix fue trasladada por sus autores originales a muchas otras plataformas, incluyendo el PC de IBM, Macintosh de Apple, Amiga y Atari ST. Después de intentar vender esas versiones por ellos mismos, dejaron el marketing en manos de la editora de videojuegos Epyx.
Muchos clones freeware existen ahora para sistemas operativos modernos, tales como Microsoft Windows, Mac OS X, Linux y variantes derivadas de BSD.

## Jugadores deIA

Rogue como tronco del árbol genealógico de los primeros videojuegos roguelike.

Ya que la entrada y la salida de datos del juego original era sobre una interfaz de terminal, era relativamente fácil en Unix redirigirlo en otro programa. Tal programa, Rog-O-Matic, fue desarrollado para jugar y ganar el juego. Fue un interesante estudio en diseño de sistemas expertos.
Esto ha llevado al desarrollo de otros programas jugadores de juegos (normalmente llamados "borgs"), incluyendo algunos para la variantes de Rogue como Angband.